# Андрусенко, Анна Валерьевна
А́нна Вале́рьевна Андру́сенко (род. 3 июля 1989 года, Донецк, УССР) — российская актриса театра и кино. Снималась в таких проектах, как телесериалы «Закрытая школа» и «Ангел или демон».

## Биография
Анна Андрусенко родилась 3 июля 1989 года в Донецке. Отец был историком, мать работала экономистом. Когда Андрусенко исполнилось шесть лет,  её семья переехала в Россию в город Сочи. Там Андрусенко начала посещать общеобразовательную школу, делала свои первые шаги на театральной сцене. В младшей школе посещала внеклассные уроки актёрского мастерства, участвовала в различных утренниках, спектаклях и творческих вечерах. После поступила на факультет социально-культурной деятельности одного из университетов города Сочи. Менее чем через год отправилась в Москву, где поступила в Высшее театральное училище им. М. С. Щепкина и стала учиться у Бориса Клюева. В 2012 году окончила театральное училище.
Известность актрисе принесла одна из ведущих ролей в российском мистическом телесериале «Закрытая школа». Андрусенко исполнила роль шестнадцатилетней девушки Елизаветы Виноградовой, которая страдала сердечной недостаточностью, и после пересадки сердца медиума сама открыла в себе экстрасенсорные способности.
В 2012 году стало известно, что Андрусенко выбрана на главную роль в российскую адаптацию испанского телесериала «Ангел или демон»[≡]. В 2013 году стало известно, что Андрусенко выбрана на роль Валерии в сериале «Мажор», вместе с Павлом Прилучным и Денисом Шведовым. Сериал вышел в 2014 году на Первом канале.

## Театральные работы
- «Лекарь поневоле» — Люсинда
- «С любимыми не расставайтесь» — Лариса
- «Забавный случай»
- «Старый друг лучше новых двух»
- «Мышеловка»

## Фильмография
| Год       |   | Название                    | Роль                                                          |
| --------- | - | --------------------------- | ------------------------------------------------------------- |
| 2011      | с | Белый человек               | Елизавета                                                     |
| 2011—2012 | с | Закрытая школа              | Елизавета Виноградова                                         |
| 2012      | ф | Прощай, Катя / Elveda Katya | Екатерина                                                     |
| 2013      | с | Ангел или демон             | Мария Аверина (ангел)                                         |
| 2014      | с | Мажор                       | Валерия Анатольевна Агапова                                   |
| 2014      | с | Любимые женщины Казановы    | Клавдия Александровна Калинина, фиктивная жена Ивана Казанова |
| 2015      | с | Деревенский роман           | Алёна                                                         |
| 2016      | с | Беглые родственники         | Юлия, возлюбленная и невеста Дмитрия                          |
| 2016      | ф | Матрёшка                    | Татьяна                                                       |
| 2017      | ф | Отель счастливых сердец     | Таня Плетнёва                                                 |
| 2018      | с | Посольство                  | Татьяна Родионова, секретарь пресс-службы посольства РФ       |
| 2018      | ф | Трамвай                     | девушка в красном                                             |
| 2020      | с | Чужая                       | Настя                                                         |
| 2020      | ф | Спайс бойз                  | Инна                                                          |
| 2024      | с | Иные                        | Вера                                                          |
| 2025      | ф | Финал                       | Надя                                                          |

Также Андрусенко снялась в клипе Сергея Рыбачёва «Глазки» и в клипе ПФД «Для неё».

## Награды
- 2012 — приз «Лучшая женская роль» на турецком кинофестивале «Золотой апельсин» за роль Екатерины в фильме «Прощай, Катя»[3].